# Музей місцевого самоврядування Дніпропетровської області
Музе́й місце́вого самоврядува́ння Дніпропетро́вської області — перший у Східній Європі й Україні музей місцевого самоврядування. Один з шести філій Дніпропетровського національного історичного музею ім. Д.І. Яворницького, є наймолодшим музеєм Дніпропетровської області.
Ініціатор створення музею — тодішній голова обласної ради та колишній мер Кривого Рогу - Юрій Вілкул.[джерело?]
|  | Науково-дослідний і науково-експозиційний відділ «Музей історії місцевого самоврядування Дніпропетровської області» заснований в листопаді 2007 року з метою створення нової експозиції. Згідно з «Програмою розвитку місцевого самоврядування Дніпропетровської області на 2007—2011 рр.» новий філіал Дніпропетровського історичного музею ім. Д. І. Яворницького відкриється до кінця 2009 року в будинку Дніпропетровської обласної ради. |

Фонди музею — документи і речі, що належали керівникам Дніпропетровщини, у кількості десять тисяч експонатів, багато з яких — подарунки селищних рад з різних районів Дніпропетровської області.
Експозиція
Площа Музею історії та розвитку самоврядування Дніпропетровської області — понад 200 кв.м. Над дизайном приміщення працював художник Дніпропетровського історичного музею ім. Д. І. Яворницького Юрій Малієнко.
Експозиція музею присвячена різним періодам. Наявна велика колекція радянської доби. Передбачається її формування за такими рубриками:
- Запорізька Січ (XVI—XVIII століття), як самобутня система самоврядування;
- Розвиток самоврядування краю в імперський період з кінця XVIII століття до початку XX століття;
- Катеринославське губернське земство, міська Дума, Ради робітничих, селянських і солдатських депутатів в період української революції 1917—1920 рр.;
- Діяльність органів народовладдя в радянський період 1921—1990 рр.;
- Місцеве самоврядування Дніпропетровської області в незалежній Україні 1991—2008 рр[1].

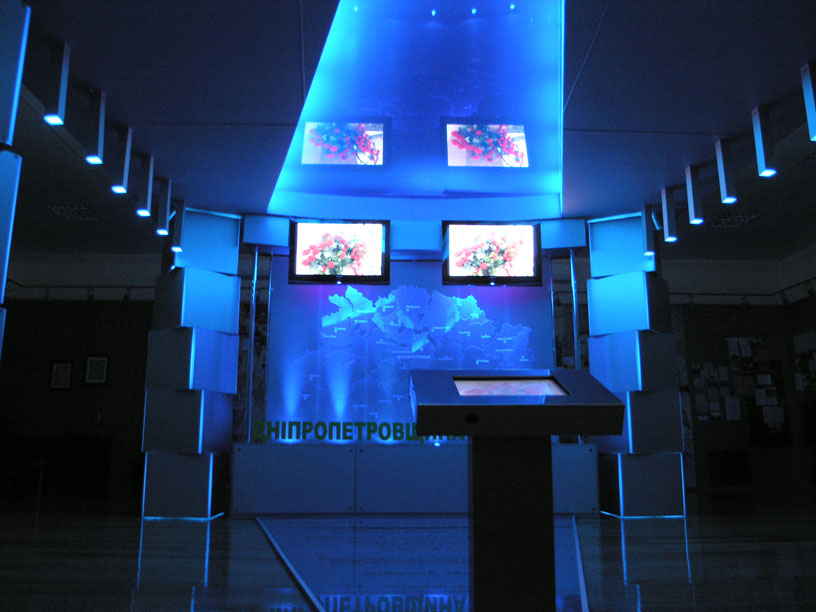
Експозиція музею_01
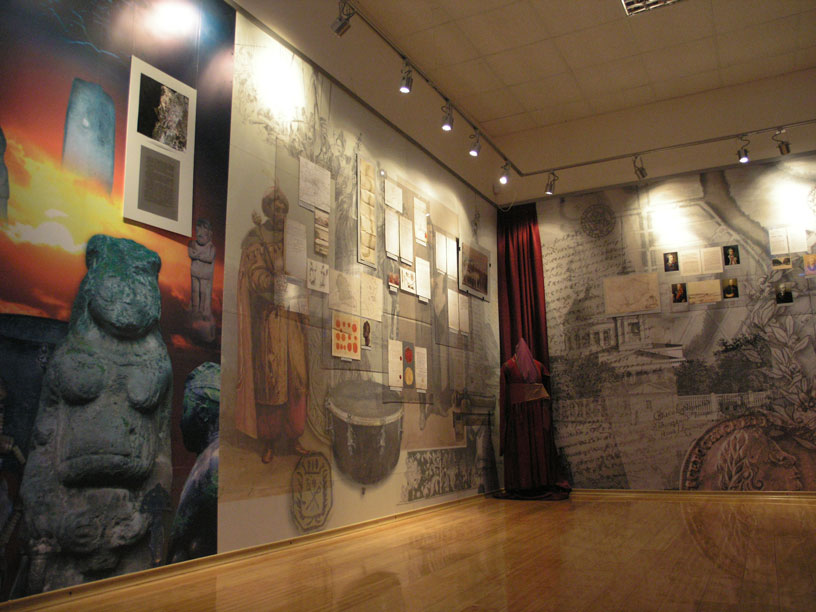
Експозиція музею_02
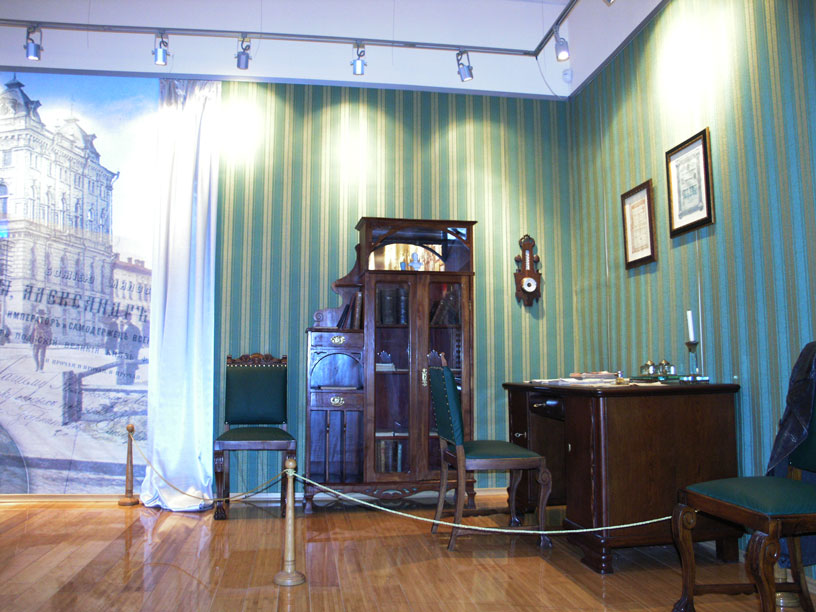
Експозиція музею_03
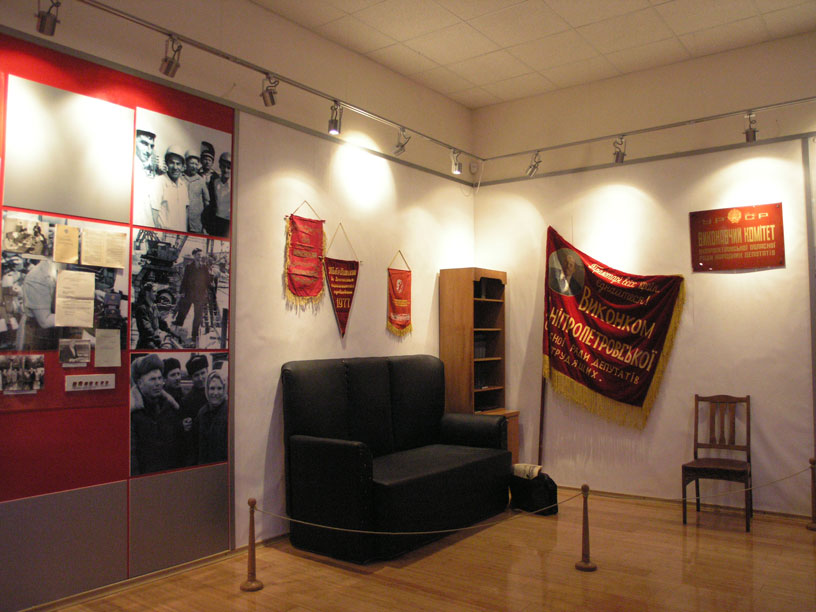
Експозиція музею_04